# Caccia sadica
Caccia sadica (Figures in a Landscape) è un film del 1970 diretto da Joseph Losey, tratto da un romanzo di Barry England.

## Trama
In un territorio indefinito, due uomini fuggono lungo una spiaggia deserta al crepuscolo, con le mani saldamente legate dietro la schiena. Il più anziano, MacConnachie, ha un comportamento dominante costringendo l'altro, Ansell, a seguirlo in una corsa disperata. Da un elicottero che sorvola la vasta e spoglia campagna, si percepisce subito l’incombente minaccia dei loro inseguitori. I due riescono temporaneamente a seminare l’elicottero e si imbattono in un pastore di capre. Con freddezza e senza esitazione, MacConnachie elimina l’uomo, sperando di trovare risorse utili per la fuga; tuttavia, l’atto brutale non giunge ai risultati sperati e lascia Ansell visibilmente sconvolto. La coppia riprende il cammino attraverso un territorio ostile, affrontando ripetuti momenti di tensione e pericolo, mentre l’elicottero continua a sorvegliare il loro percorso dall’alto. Durante una notte, i due fuggitivi si avvicinano a un piccolo villaggio. Entrano furtivamente in una casa abitata da una vedova che veglia il marito defunto e, in uno stato di torpore, non si accorge subito della loro presenza. All’interno, i due saccheggiano la casa e mettono le mani su vari oggetti, tra cui un fucile. Tuttavia, quando MacConnachie ruba un pezzo di pane dal cesto della donna, questa si risveglia, scatenando un allarme che li costringe a una fuga precipitosa prima che gli abitanti del villaggio possano intervenire. Nel corso della fuga, i due affrontano inseguimenti, scontri e un continuo confronto con il pericolo, per raggiungere un confine oltre il quale sanno di poter trovare la libertà. Per sbarazzarsi definitivamente della minaccia aerea, rappresentato dall'elicottero, viene ideato un piano in cui Ansell dovrebbe distrarre il pilota mentre MacConnachie prende l’iniziativa. Le scelte che i due uomini compiono in tali 
frangenti mettono in luce il carattere impetuoso e autoritario di MacConnachie, gettando le basi per una drammatica svolta nella loro fuga.

## Produzione
Il film fu prodotto dalla Cinema Center 100 Productions e dalla Cinecrest. Venne girato in Sierra Nevada, in Andalusia.

## Distribuzione
Distribuito dalla 20th Century Fox, uscì nelle sale britanniche nell'ottobre 1970.